# Sushiro
Sushiro (en japonais : スシロー), officiellement gérée par Akindo Sushiro Co., Ltd., est une chaîne japonaise de restaurants spécialisée dans le kaiten-zushi (sushi sur tapis roulant). Fondée le 23 octobre 1984, elle est implantée à Suita (Osaka), au Japon.
Au fil de ses plus de quatre décennies d’existence, Sushiro s’est imposée comme le leader du secteur au Japon, enregistrement les meilleures ventes dans la catégorie des chaînes de kaiten-zushi.  
Avec plus de 500 établissements dans tout le pays et des centaines de millions de plats servis chaque année, elle incarne pour beaucoup une réussite emblématique du fast‑casual japonais. Elle a cependant souffert de quelques controverses ces dernières années. 

## Caractéristiques
L’une des particularités majeures de Sushiro réside dans la combinaison d’un modèle de kaiten-zushi traditionnel – où les assiettes de sushi circulent sur un tapis roulant devant les clients, et de technologies modernes optimisant l’expérience. Chaque table ou comptoir est équipé d’un écran tactile multilingue permettant de commander des plats spécifiques qui sont ensuite acheminés directement via un second tapis ou un rail express, limitant l’attente et garantissant la fraîcheur. Le groupe se distingue également par un renouvellement constant de son menu, proposant plus de 100 variétés de sushi, de plats d’accompagnement et de desserts, avec des ingrédients saisonniers et des éditions limitées. 
L’enseigne met en avant un rapport qualité-prix compétitif, obtenu grâce à une logistique centralisée et à des volumes d’achat élevés, tout en cherchant à conserver une présentation et une qualité comparables à celles de restaurants de sushi plus traditionnels.

## Présente internationale
Sur le plan international, Sushiro a amorcé son expansion à partir de l’Asie. Elle a ouvert sa première franchise à l’étranger à Séoul, en Corée du Sud, suivie de nombreux autres pays tels que Taïwan (2018), Hong Kong, Singapour(2019), Thaïlande (2021), ainsi que Chine (Guangzhou), Indonésie (2023) et projetant une arrivée en Malaisie en 2025. 

## Histoire
Sushiro est actuellement la plus grande entreprise de sushis sur tapis roulant en termes de chiffre d'affaires. Elle compte plus de 500 restaurants au Japon. Sa première succursale à l'étranger a ouvert à Séoul, en Corée du Sud. En 2017, la Taiwan Sushiro Co., Ltd. a été créée. Le 15 juin 2018, une boutique Sushiro a ouvert à Taipei. En août 2019, une succursale à Hong Kong a été ouverte. Le même mois, sa première succursale à Singapour a été inaugurée. En mars 2021, le premier restaurant Sushiro en Thaïlande a ouvert à Bangkok. En septembre 2021, elle a ouvert sa première chaîne en Chine continentale, à Canton. En novembre 2023, Sushiro Indonesia a ouvert sa première succursale à Jakarta. Par la suite, en avril 2024, il a été annoncé que Sushiro avait créé une société locale en Malaisie afin d'envisager son expansion commerciale dans le pays. L'ouverture du premier point de vente est prévue pour le 7 février 2025.

## Controverses
Sushiro a été au cœur de plusieurs controverses notables. En 2022, elle a été accusée de publicité mensongère pour la promesse de produits en édition limitée alors qu’ils étaient indisponibles dans ses établissements. Un rapport de l'Agence japonaise de la consommation publié en juin 2022 a accusé Sushiro de publicité mensongère, en prétendant une « offre limitée » de sushis aux oursins et au crabe alors qu'il n'en avait aucun stock dans la plupart des magasins.
L’année suivante, un incident viralisé, surnommé le « terrorisme du sushi », a entraîné une chute boursière importante. La direction a dû renforcer drastiquement ses protocoles d’hygiène et de sécurité. Le 29 janvier 2023, une vidéo a été publiée où on voit un étudiant de 17 ans de Sushiro Gifu Masakiten lécher une bouteille de sauce soja et un gobelet avant de les remettre en place, de sucer son doigt et de toucher des sushis tournant sur les tapis roulants. Cette vidéo a provoqué la chute du cours de l'action de Food & Life Companies, la société mère de Sushiro. Sa valeur boursière a alors perdu plus de 16 milliards de yens,,,,. En août, Sushiro a abandonné ses poursuites contre l'étudiant, affirmant qu'il avait reconnu sa « responsabilité ». Ses avocats ont fait valoir que la baisse de clientèle pourrait être due à la concurrence d'autres restaurants.
Début 2021, Sushiro, à Taïwan, a organisé un événement promotionnel de deux jours promettant de servir des sushis gratuits aux personnes dont le nom contenait le mot « saumon ». De nombreux Taïwanais ont alors modifié leur nom pour y inclure le mot « saumon », un événement qualifié par les médias de « chaos du saumon ».
Plusieurs chaînes Sushiro de Guangzhou, en Chine, ont été critiquées pour discrimination linguistique après que leurs responsables ont interdit l'utilisation du cantonais entre employés sur leurs groupes de discussion en ligne. Sushiro a ensuite présenté ses excuses, malgré les boycotts locaux.